# Boxtel
Boxtel é um município da província de Brabante do Norte, nos Países Baixos.
Conta atualmente com uma população de 30.020 habitantes.
É a origem da família van Boxtel, a qual tem vários descendentes em Brabante do Norte.